# Internationaler Verband der Esperanto-Lehrer

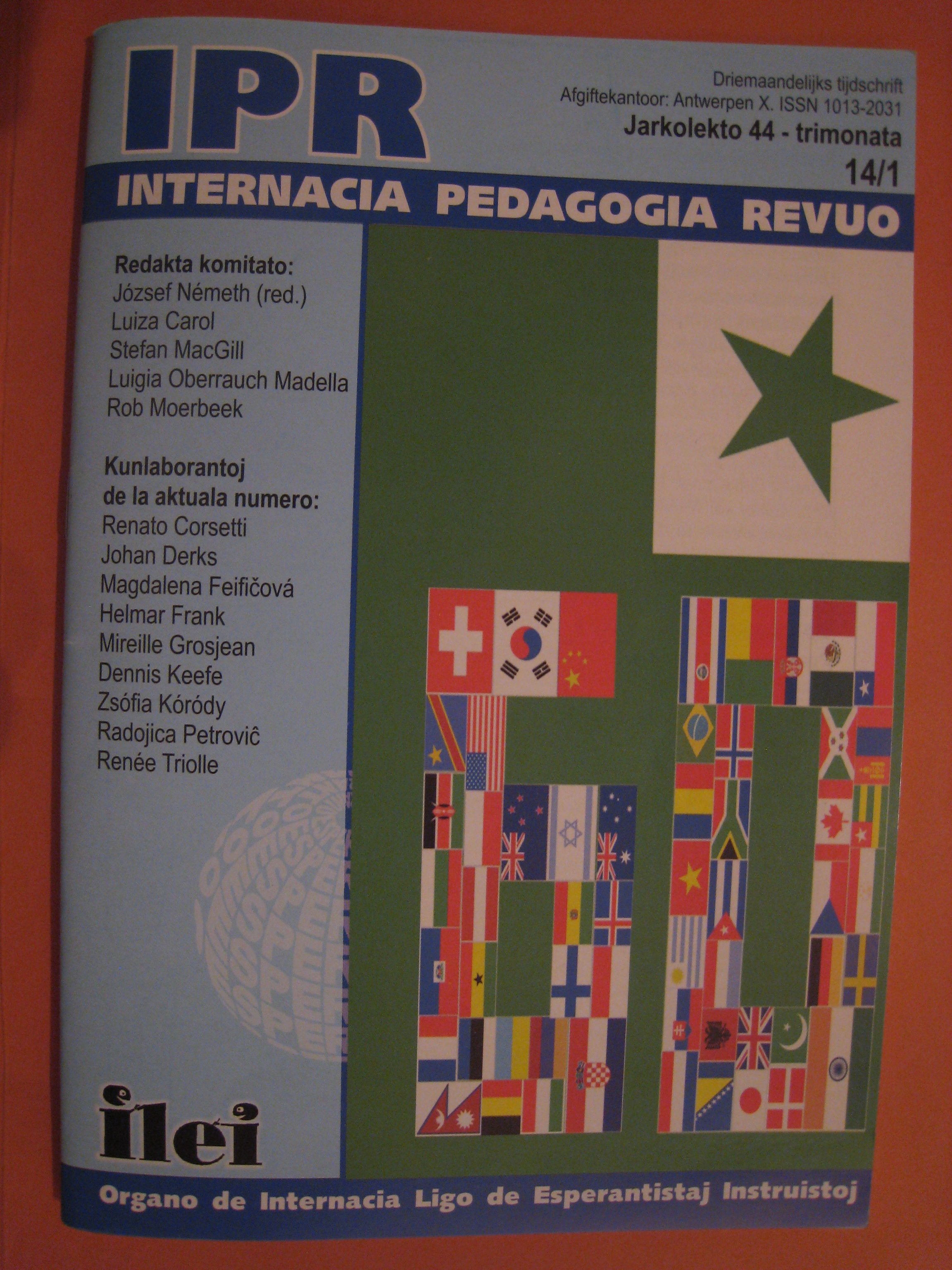
Internacia Pedagogia Revuo, das Organ des Esperantolehrerverbandes.

Der Internationale Verband der Esperanto-Lehrer (auf Esperanto: Internacia Ligo de Esperantistaj Instruistoj, Abkürzung: ILEI) ist ein 1949 gegründeter weltweit agierender Fachverband von Lehrern der Plansprache Esperanto mit Sitz in Rotterdam.

## Geschichte und Organisation
Der ILEI wurde am 12. August 1949 in Bournemouth gegründet. Vor dem Zweiten Weltkrieg gab es bereits einen 1908 gegründeten  Vorgängerverband namens Tutmonda Asocio de Esperantistaj Instruistoj.
Nach der Gründung im Jahr 1949 bestand der erste Vorstand aus der englischen Präsidentin Violet C. Nixon, dem schwedischen Kassenwart und Sekretär Einar Dahl, der Französin Jeanne Dedieu und dem Niederländer P. Korte.
Der Vorstand führt den Verein nach der Wahl durch die oberste Instanz, dem Komitato. Der ILEI hat 39 Abteilungen, 13 Repräsentanten und 12 offizielle Kontaktpersonen. Der ILEI ist zurzeit in weltweit ca. 70 Ländern vertreten.

## Ziele und Aufgaben
Die Ziele bestehen in der Erziehung zur Wertschätzung des Nächsten und Respekt des Lebens und der Natur sowie der Verbesserung der Völkerverständigung.
Zu den Aufgaben zählt das Anbieten von Esperanto in Schulen aller Art, das gezielte Unterrichten der Sprache in jeder Umgebung und auf allen Niveaus und die Erforschung von pädagogischen Problemen des Sprachenunterrichts sowie Leistung von Hilfestellung. Es werden moderne Unterrichtsmittel, Fachzeitschriften, Bücher und Informationsmaterialien herausgegeben und internationale Treffen wie ILEI-Kongressen oder Seminare durchgeführt. Weitere Aufgaben bestehen in der Verwaltung von internationalen Prüfungen zur Befähigung der Sprachanwendung und -vermittlung. Außerdem stellt der Verband Kontakte zu Regierungen und Unterrichtsinstitutionen oder anderen Organisationen her und kümmert sich um die Einrichtung und Verwaltung von Homepages und Diskussionsforen im Internet.

## Prüfungen
Der ILEI sorgt für Prüfungen über Sprachkenntnisse und Kenntnisse über die Bewegung und die Esperanto-Kultur. Es bestehen drei Stufen. Neben diesem Prüfungssystem besteht für Esperanto-Sprechende der Gemeinsame Europäische Referenzrahmen für Sprachen. In diesem europäischen Referenzrahmen vom Europarat ist Esperanto seit 2006 anerkannt. Doch testet man dort nur die Sprachkenntnisse.

## Fachzeitschriften des ILEI
Die Zeitschrift Internacia Pedagogia Revuo erscheint farbig viermal im Jahr und ist das offizielle Organ des Lehrerbunds. Sein Zielpublikum ist Lehrer und vor allem Sprachlehrer.
Juna Amiko junger Freund ist eine Zeitung für Lernende aller Altersstufen. Sie erscheint farbig viermal im Jahr. Sie trifft gut zu für Kinder, die auf Esperanto erzogen sind, diese Kinder können vom Alter von 8–10 Jahren vom Inhalt profitieren: Lieder, Geschichten aller Art, Quiz, Kreuzworträtsel, Berichte über Länder und über berühmte und positive Persönlichkeiten.

## Projekte
- Flugiloj de Malfacila Vento – Ausbildungsseminare und Methodikmaterialbereitstellung für junge Esperantolehrer
- Unu leciono pri Esperanto por ĉiu lernejano en la mondo (Eine Schulstunde über Esperanto für jeden Schüler auf der ganzen Welt). Dieses Programm besteht auf verschiedene Informationen über die Weltsprache Esperanto und einen Basis-Kurs. Irgendeine Lehrkraft oder ein Student ist fähig, diese Stunde zu geben, sogar ohne Kenntnisse in Esperanto.[2]
- Komuna legado okaze de la Tago de la Libro 15-an de decembro (Gemeinsames Lesen im Rahmen des Tag des Buches 15. Dezember). Der Vorstand des Lehrerbundes wählt einen Text und dieser Text ist allen Gruppen und Vereinen auf der Welt als Lektüre vorgeschlagen. Lesen, diskutieren und analysieren, das alles gibt die Gelegenheit, die Sprache zu üben.

## Kongresse
Die ILEI-Kongresse finden alljährlich in immer anderen Ländern statt mit variierenden fachlichem kulturellem und touristischen Programm; ferner mit einem Symposium über das jeweilige Kongreßthema sowie einem Sprachenfestival.
ILEI-Kongresse (Auswahl)
- 2007: Kongress Frauen und Esperantokultur in Ranzan, Japan
- 2008: Kongress Esperantolehrer für den Planeten Erde in Porto-Novo, Benin
- 2009: Kongress in Krakau, Polen
- 2010: Kongress in Matanzas, Kuba
- 2011: Kongress in Kopenhagen, Dänemark
- 2012: Kongress 2012 in Kunming, VR China
- 2013: Kongress Esperantounterricht für alle Generationen in Sieber, Deutschland
- 2014: Kongress Sprachgerechtigkeit in der Praxis – Erfahrungen und Tendenzen in Lateinamerika in Montevideo, Uruguay
- 2015: Kongress Großer Friede nach großen Kriegen in Ostende, Belgien
- 2016. Kongress Neue Wege des Lernens in Birkenkirchen, Ungarn
- 2017: Kongress Erziehung zu umsichtigem Tourismus in Busan, Südkorea
- 2018: Kongress Esperanto als kulturelles Vermächtnis in Madrid, Spanien
- 2019: Kongress  Lernen in virtuellen Gruppen in Zazach, Serbien
- 2022: virtueller Kongress (VEKI 3) in Quebec, Kanada
- 2023: Kongress Esperanto in Schulen in Lignano Sabbiadoro, Italien
- 2024: Kongress Esperanto für gerechteren Unterricht in Maceió, Brasilien

## Präsidenten seit 1985
- 1985–1987: István Szerdahelyi
- 1988–1991: Edward Symoens
- 1991–1993: Stefan MacGill
- 1993–1998: Duncan Charters
- 1998–2003: Mauro La Torre
- 2003–2009: Radojica Petrović
- 2009–2013: Stefan MacGill
- 2013–2021: Mireille Grosjean
- seit 2021: Ahmad Reza Mamduhi[3]